# Goerami
De goerami (Osphronemus goramy) is een straalvinnige vis uit de familie van echte goerami's (Osphronemidae) en behoort derhalve tot de orde van baarsachtigen (Perciformes). De vis kan een lengte bereiken van 70 cm.

## Leefomgeving
De goerami komt voor in zoet en brak water. De vis prefereert een tropisch klimaat. Het verspreidingsgebied beperkt zich tot Azië. De diepteverspreiding is 0 tot 10 m onder het wateroppervlak.

## Relatie tot de mens
De goerami is voor de visserij van aanzienlijk commercieel belang. In de hengelsport wordt er weinig op de vis gejaagd. Tevens wordt de soort gevangen voor commerciële aquaria.
Ze laten zich zelden zien en zijn daarmee schuw te noemen.